# سقوط تاربيسو
بعد وفاة آشوربانيبال في العام 627 قبل الميلاد، دخلت الإمبراطورية الآشورية الحديثة فترة من عدم الاستقرار نجمت عن القتال بين سين شار إشكون وشقيقه آشور إيتيل إيلاني. وفي العام 626 قبل الميلاد ثار الحاكم البابلي نبوبولاسر على الآشوريين. وبعد سنوات قليلة من الحرب، طرد البابليون القوات الآشورية من أراضيهم. ومع ذلك، لم يتمكن نبوبولاسر من القتال في عقر دار الإمبراطورية الآشورية. لقد تغير الوضع بشكل كبير في العام 616 قبل الميلاد حين هاجم الميديون الإمبراطورية الآشورية. سقطت تاربيسو عندما هاجم الجيش الميدي بقيادة سياخريس المدينة واحتلها، ثم ذهب الميديون إلى أبعد من ذلك حين هزموا الآشوريين بحزم في معركة آشور.